# Adolf Gruber
Adolf Gruber, född 15 maj 1920, död 7 januari 1994, var en friidrottare från Österrike. Han deltog vid olympiska sommarspelen 1952, olympiska sommarspelen 1956 och olympiska sommarspelen 1960.